# João Canijo
João Canijo (Porto, 10 dicembre 1957) è un regista portoghese.

## Biografia
Ganhar a Vida è stato proiettato nella sezione Un Certain Regard al Festival di Cannes 2001. Sangue do Meu Sangue (2011) è stato selezionato come candidato portoghese per il miglior film straniero all'85ª edizione degli Academy Awards, ma non è entrato nella shortlist finale. Con Mal viver (2023) ha vinto l'Orso d'argento al 73º Festival internazionale del cinema di Berlino. Prima del suo debutto alla regia, Canijo ha lavorato come assistente alla regia per Wim Wenders in Lo stato delle cose (1982) e per Werner Schroeter in The Rose King (1986).

## Filmografia
- Três Menos Eu (1988)
- Filha da Mãe (1989)
- Alentejo Sem Lei (1990)
- Sapatos Pretos (1998)
- Ganhar a Vida (2000)
- Noite Escura (2004)
- Mãe Há Só Uma (2007, cortometraggio)
- Mal Nascida (2007)
- Fantasia Lusitana (2010)
- Sangue do Meu Sangue (2011)
- É o Amor (2013)
- Fátima (2017)
- Mal Viver (2023)
- Viver Mal (2023)